# Вейл (Айова)
Вейл (англ. Vail) — місто (англ. city) в США, в окрузі Кроуфорд штату Айова. Населення — 396 осіб (2020).

## Географія
Вейл розташований за координатами 42°3′35″ пн. ш. 95°12′1″ зх. д. / 42.05972° пн. ш. 95.20028° зх. д. (42.059822, -95.200320).  За даними Бюро перепису населення США в 2010 році місто мало площу 1,48 км², уся площа — суходіл.

## Демографія
Згідно з переписом 2010 року, у місті мешкало 436 осіб у 174 домогосподарствах у складі 120 родин. Густота населення становила 295 осіб/км².  Було 189 помешкань (128/км²).
Расовий склад населення:
| - 89,2 % — білих - 0,9 % — корінних американців - 0,7 % — чорних або афроамериканців - 8,9 % — осіб інших рас |

До двох чи більше рас належало 0,2 %. Частка іспаномовних становила 12,4 % від усіх жителів.
За віковим діапазоном населення розподілялося таким чином: 27,3 % — особи молодші 18 років, 57,6 % — особи у віці 18—64 років, 15,1 % — особи у віці 65 років та старші. Медіана віку мешканця становила 42,3 року. На 100 осіб жіночої статі у місті припадало 88,7 чоловіків;  на 100 жінок у віці від 18 років та старших — 94,5 чоловіків також старших 18 років.
Середній дохід на одне домашнє господарство  становив 48 655 доларів США (медіана — 43 359), а середній дохід на одну сім'ю — 55 605 доларів (медіана — 56 875). За межею бідності перебувало 12,6 % осіб, у тому числі 26,2 % дітей у віці до 18 років та 11,8 % осіб у віці 65 років та старших.
Цивільне працевлаштоване населення становило 238 осіб. Основні галузі зайнятості: виробництво — 45,4 %, освіта, охорона здоров'я та соціальна допомога — 21,4 %, роздрібна торгівля — 7,6 %, будівництво — 7,1 %.